# Maureen Johnson

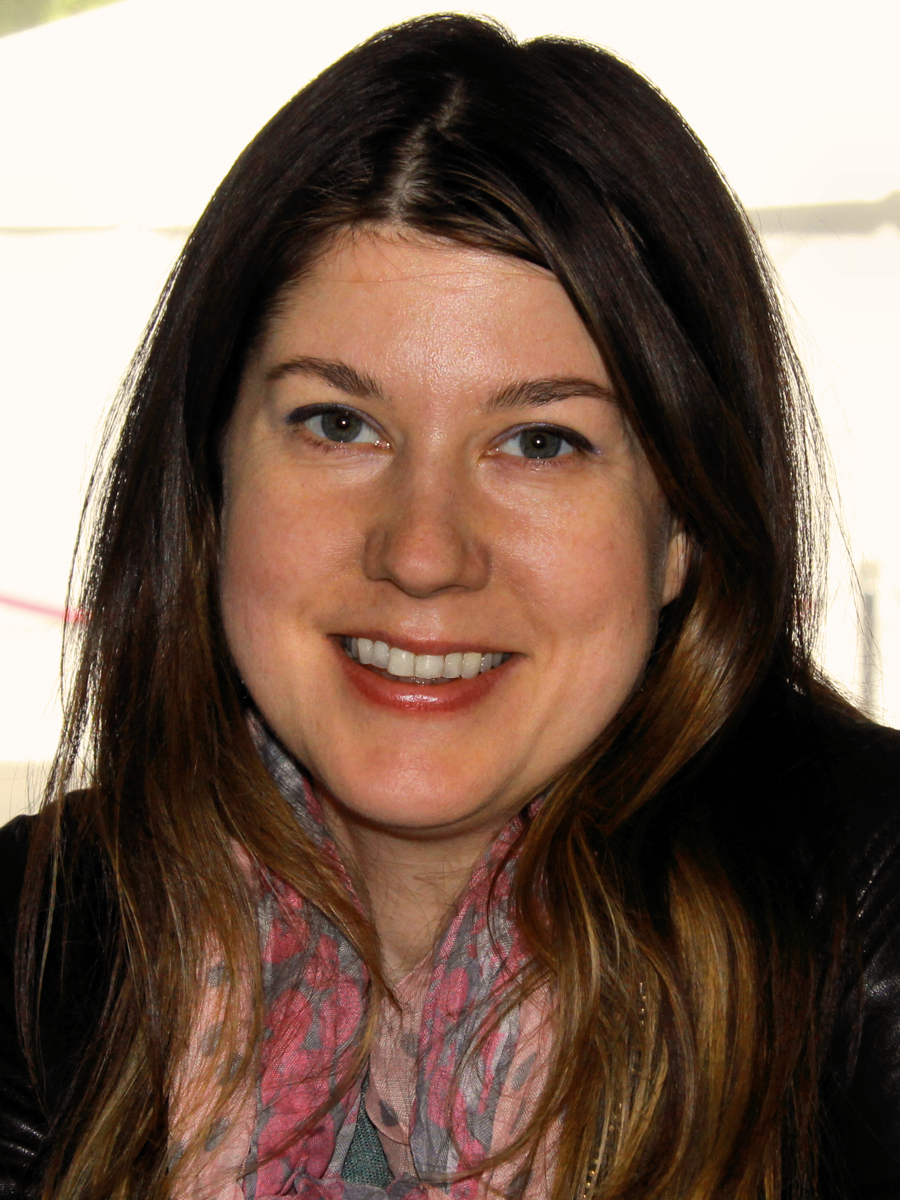
Johnson in 2012

Maureen Johnson (Philadelphia (Pennsylvania), 16 februari 1973) is een Amerikaans schrijfster van jeugdliteratuur voor tieners. Johnson volgde een opleiding aan de University of Delaware en studeerde daarna "writing" en "theatrical dramaturgy" aan de Columbia-universiteit. Haar eerste boek verscheen 2004 onder de titel The Key to the Golden Firebird, in het Nederlands uitgegeven als: 3 Zussen, 1 auto. Ook andere boeken van de schrijfster zijn naar het Nederlands vertaald en verschenen bij De Fontein.

## Werk
- 3 zussen, 1 auto (2005)
- 13 enveloppen & 1 rugzak  (2006)
- Kamer 16 (2008)
- Zomer, zee & zoute zoenen (2008)
- 2+1 (2010)
- Love Street 13 (2010)
- De laatste envelop (2011)
- Moordjaar (2012)
- Blind date (2012)

- Bibsys: 1479731351662
- Biblioteca Nacional de España: XX4429648
- Bibliothèque nationale de France: cb15507109s (data)
- Catàleg d'autoritats de noms i títols de Catalunya: 981058526855406706
- Gemeinsame Normdatei: 129840289
- International Standard Name Identifier: 0000 0001 1676 7749
- Library of Congress Control Number: n2003054816
- Bibliotheek van het Japanse parlement: 001351462
- Nationale Bibliotheek van Tsjechië: ola2012721905
- Nationale bibliotheek van Australië: 53144347
- Nationale Bibliotheek van Israël: 987007408300205171
- Nationale en Universitaire bibliotheek Zagreb: 000453233
- Nederlandse Thesaurus van Auteursnamen: 274071029
- Système universitaire de documentation: 134362888
- Virtual International Authority File: 77404871
- WorldCat: E39PBJhMh4Vp7Qr4XGfPqCDQbd